# Kerk van de Ontslapenis van de Moeder Gods (Moskou)
De Kerk van de Ontslapenis van de Heilige Moeder Gods van Pokrovka (Russisch: Церковь Успения Пресвятой Богородицы на Покровке) was een Russisch-orthodoxe Kerk in Moskou, gelegen in de wijk Witte Stad. De kerk vertegenwoordigde een hoogtepunt van de Narysjkinbarok, ook wel Moskouse Barok genoemd. Het godshuis gold lange tijd als een van de mooiste kerken van Moskou. Alledaagse namen van de kerk zijn Bogoroditskaija Tserkov (Moeder Gods kerk) of Oespenija Tserkov (Ontslapeniskerk).

## Bouw
De kerk werd gebouwd in de periode 1696-1699. Over de naam van de architect is weinig met zekerheid vast te stellen. Op grond van een gevonden inscriptie op een van de kerkmuren wordt de naam Peter Potapov in verband gebracht met het ontwerp. De kerk werd zeer rijk gedecoreerd met wit gesneden steen.

## Geschiedenis
De kerk overleefde de Brand van Moskou (1812). Volgens een legende was Napoleon zo onder de indruk van de schoonheid van de kerk, dat hij een bewaker bij de kerk liet plaatsen om plundering en brandstichting te voorkomen. Een andere legende vertelt dat Napoleon van plan was de kerk steen voor steen af te breken om het gebouw vervolgens weer op te bouwen in Parijs. 
Het godshuis zou de zware vervolging van de Russisch-orthodoxe Kerk door het atheïstische bewind van de Sovjet-Unie echter niet overleven. Op 28 november 1935 besloot de gemeenteraad van Moskou tot algehele sloop van de kerk. Protesten van architecten mochten niet baten. In de winter van 1936 volgde afbraak tot de grond toe en werd het gebied waarop de kerk stond veranderd in een parkje.

## Wat overbleef van de kerk
Bewaard zijn gebleven enkele ornamenten van raamkozijnen welke tegenwoordig te bezichtigen zijn in het Donskoj-klooster. Enige onderdelen van de iconostase werden overgebracht naar het Novodevitsji-klooster. In 2004 werden bij de restauratie van belendende panden resten gevonden van de muur van de kerktoren. De muurresten zijn volledig hersteld en vallen onder de monumentenzorg van Rusland.

## Bijzonderheden
De Russisch-Italiaanse architect Bartolomeo Rastrelli liet zich bij het ontwerpen van de Smolnykathedraal in St. Petersburg inspireren door deze kerk.
De Kerk van de Ontslapenis van de Heilige Moeder Gods van Pokrovka was de favoriete kerk van Fjodor Dostojevski